# Папе (Латвія)
Папе́ (латис. Pape) — село в Латвії, Курляндія, Руцавський край, Руцавська волость. Розташоване на берегах Балтійського моря і Папеського озера. Відоме з 1253 року як поселення куршів. Входило до складу Гробінської парафії Герцогства Курляндії і Семигалії. Стара німецька назва — Па́ппен (нім. Pappen)

## Назва
- Папе́ (латис. Pape) — сучасна латиська назва.
- Па́ппен (нім. Pappen) — стара німецька назва нового часу.
- Папіссен (нім. Papissen) — німецька назва ХІІІ ст.
- Попіссен (лат. Popissen) — латинська назва ХІІІ ст.

## Історія
- Відоме з ХІІІ ст. як поселення куршів на північному сході Папеського озера.
- 1561—1795: Гробінська парафія Герцогства Курляндії і Семигалії.

## Галерея

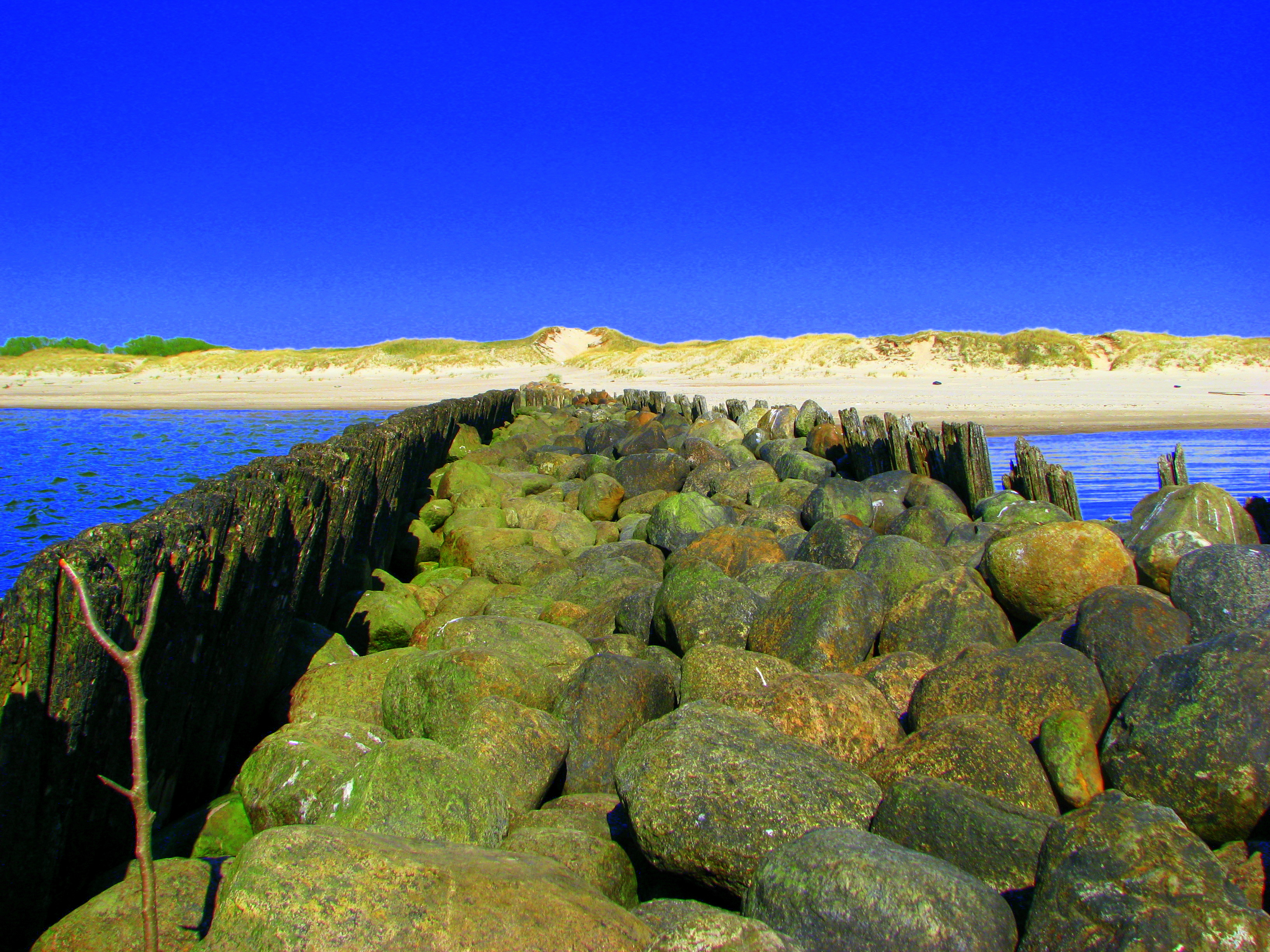
Мол
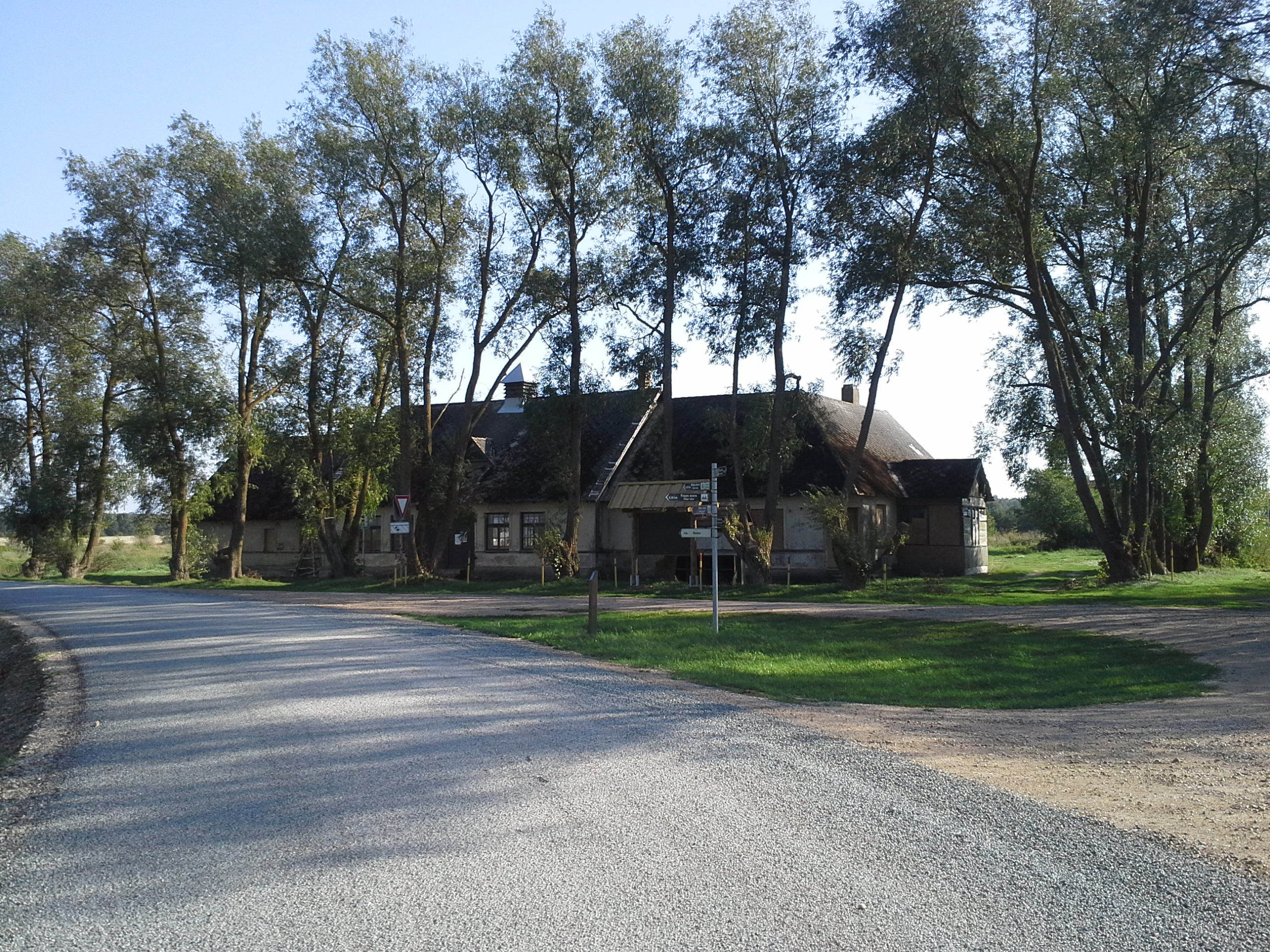
Рибне підприємство
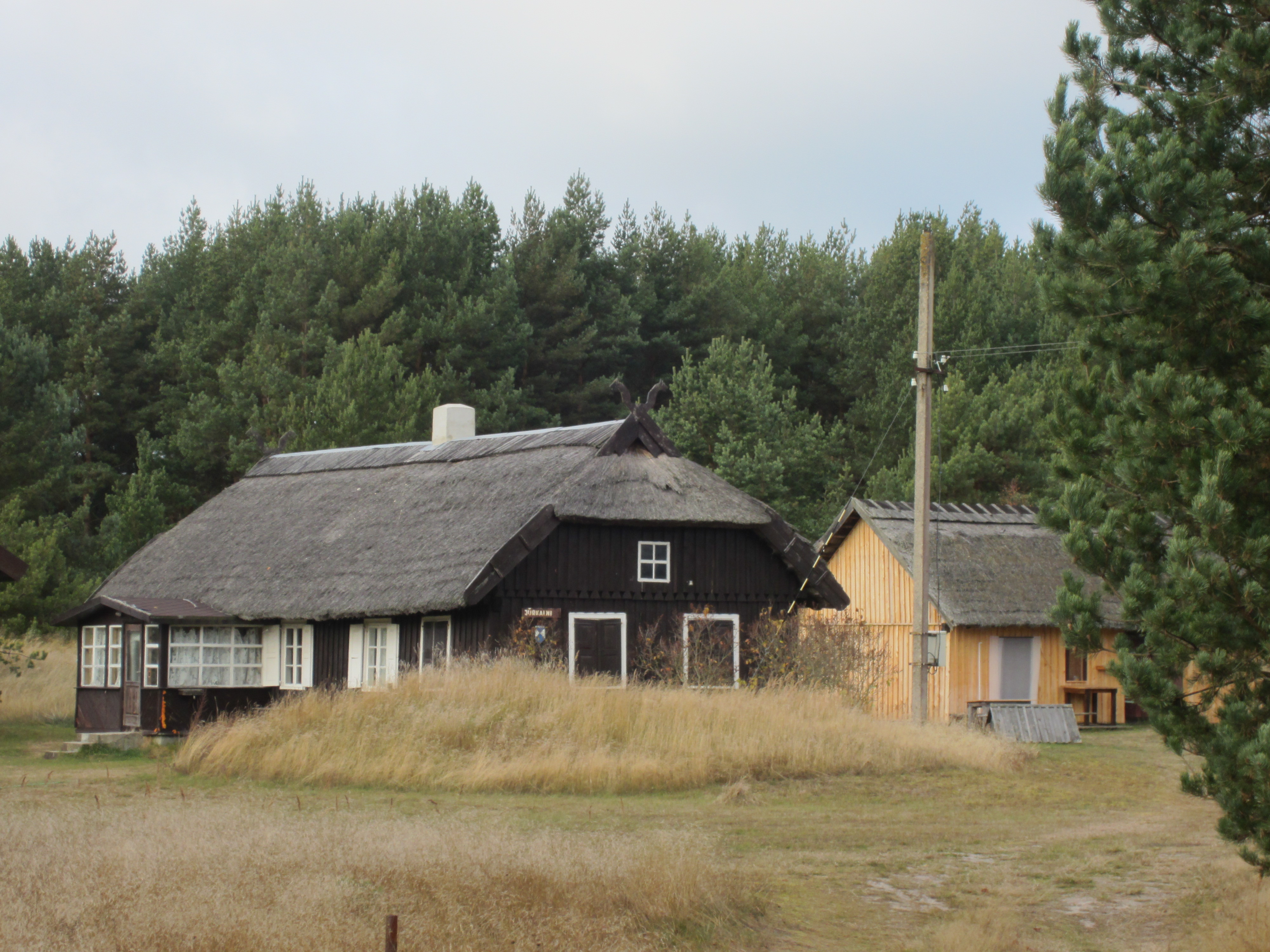
Ферма